# Kallang Tennis Centre
Kallang Tennis Centre расположен на юго-востоке Сингапура. Центр расположен недалеко от Kallang Field, являясь частью Kallang Sports Centre. Территориально Kallang Tennis Centre вплотную прилегает к центральной части делового района.

## История
Центр открыт в марте 1978. С тех пор он довольно часто используется для различных теннисных программ и соревнований. На кортах проводятся как различные национальные соревнования, так и тренировки сборных страны различных возрастов. 
В комплекс входят 14 кортов.

## Спортивные соревнования на арене

### Юношеская Олимпиада 2010
Kallang Tennis Centre являлся местом проведения теннисного турнира I летних юношеских Олимпийских игр.
К играм вокруг главного корта было установлено 2,000 сидений.
Для игр турнира использовалось 6 кортов.